# Arcuphantes pictilis
Arcuphantes pictilis là một loài nhện trong họ Linyphiidae.
Loài này thuộc chi Arcuphantes. Arcuphantes pictilis được Ralph Vary Chamberlin & Wilton Ivie miêu tả năm 1943.